# Catharina Egges
Catharina Egges, född 1750, död 1824, var en nederländsk bokförläggare. Hon ledde förlaget Algemeene bibliotheek 1781–1824.